# Holografie

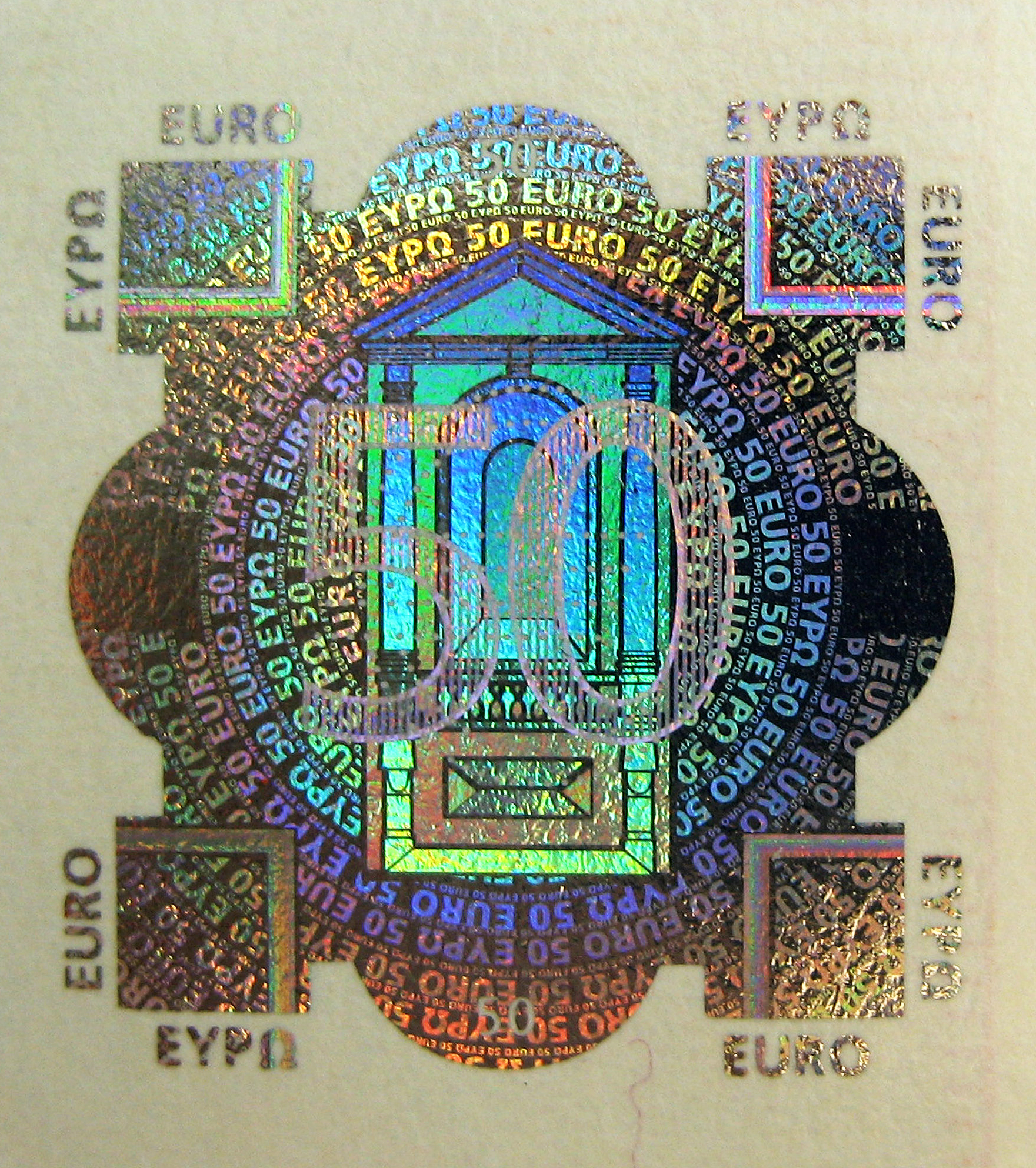
Holografická ochranná známka na padesátieurové bankovce

Holografie (z řeckého holos – úplný a grafie – záznam) je vyspělá forma záznamu informace v prostředí s vlnovým charakterem, kdy pro záznam využijeme interferenci předmětové vlny s koherentním pozadím. Vzhledem k vlnovému charakteru světla je využitelná například pro úplný optický záznam o jakémkoliv složitém předmětu. Z neznalosti fyzikální podstaty jevu je někdy popisována jen jako záznam obrazu (nikoliv obecně jako úplný záznam informace), což je pouze jedna z možných aplikací. Může se jednat o záznam obrazu včetně zachycení jeho trojrozměrné struktury, technologie může být využita i ke skladování binárních dat.

## Historie
Dennis Gabor dal v roce 1948 holografii teoretické základy, avšak plného rozvinutí dosáhla až s vynalezením laseru v roce 1960, který dodal dostatečně bodové a koherentní světlo. První trojrozměrný záznam, zobrazující vláček, se podařilo vytvořit vědcům na michiganské univerzitě (Emmett Leith a Juris Upatnieks) v roce 1962. Následný vývoj se ubíral přes holografický záznam pohybu, trojrozměrné obrázky na obálkách knih a časopisů až k datovému záznamu.

## Technické informace
Na rozdíl od běžné fotografie, která zachycuje bod po bodu intenzitu jednotlivých paprsků světla, holografie umožňuje
trojrozměrný záznam předmětu na dvourozměrný obrazový nosič (citlivá vrstva fotografického filmu, emulze na skle, plastová fólie), kam se zapíše informace jak o intenzitě, tak i o fázi světla odraženého od předmětu.

### Záznam hologramu
Svazek koherentních světelných paprsků, který vyzařuje laser a který je dostatečně široký, aby mohl zaznamenat úplně celý předmět, se obvykle pomocí optických prostředků (např. polopropustné zrcadlo nebo děličem svazku – skleněným dvojhranolem) rozdělí na svazek osvětlovací a svazek referenční. Po dopadu a následném odrazu osvětlovacího svazku od snímaného předmětu vzniká předmětový svazek, jenž nese informaci nejen o intenzitě světla, ale i jeho fázi, která vypovídá o trojrozměrné struktuře. Tyto informace se zaznamenají v obrazovém nosiči (např. fotografický film) díky referenčnímu svazku, jenž v místě obrazového nosiče interferuje s obrazovým svazkem. Vznikne tak interferenční obrazec - hologram, kde se nepravidelně zapíšou rozmístěná interferenční maxima a minima. Kvalita záznamu hologramu závisí na vnějších podmínkách. Nejkvalitnější záznamy lze samozřejmě provádět v laboratořích, v co nejdokonaleji odstíněné místnosti, předměty umístěné na antivibračních stolech (stoly, které mají každou nohu odpruženou). Záznam lze provést také na obyčejném stole a za běžně dostupných podmínek, než jsou laboratorní, ale kvalita je znatelně rozdílná.

### Rekonstrukce hologramu
Pro správné zobrazení zaznamenaného předmětu je nutné hologram osvětlit koheretním svazkem paprsků (rekonstrukční svazek) vyzařovaným obvykle laserem pod stejným úhlem, pod jakým dopadal během snímání referenční svazek. Díky difrakci rekonstrukčního svazku se vytvoří světelné pole (rekonstruovaný svazek) odpovídající trojrozměrnému obrazu předmětu, který je v hologramu zaznamenán. Jednoduše řečeno, hologramem projdou jen paprsky odpovídající paprskům odraženým od zaznamenaného předmětu. Výsledkem je zdánlivý prostorový obraz.

## Využití holografie
I přes finanční náročnost vývoje holografie, která nepřinesla očekávané výsledky, zejména v oblastech datového záznamu, se ji podařilo částečně vyvést z laboratoří do praxe.
Zjednodušené verze hologramu, které svoji trojrozměrnost vyvolávají spíše pouze iluzí, se postupně také začínají využívat v běžném životě (např. na výstavách, kdy vystavované exponáty dosahují nedocenitelných hodnot), ne pouze ve sci-fi filmech.

### Lisované duhové hologramy
Duhové hologramy vznikají na rozdíl od obrazových v návrhářském studiu, kde jim odborníci vdechnou jedinečnou strukturu, která se nejčastěji v podobě plastem pokryté nálepky sériově vyrábí v lisovnách k tomu určených. Takto zhotovené hologramy díky své unikátnosti a možnosti pozorování i pod bílým světlem slouží jako zabezpečovací prvky bankovkám, důležitým dokumentům a výrobkům, jež mají chránit před paděláním. Průkopníkem podobných technologií byl časopis National Geographic, který v roce 1984 použil na obálku obrázek oplývající třetím rozměrem.

### Pravé hologramy
Obrazové hologramy vznikají holografickým záznamem předmětu. Díky velké hloubce obrazové scény a širokému úhlu pozorování se takto vytvořené hologramy využívají například k zpřístupnění vzácných archivovaných předmětů široké veřejnosti.

### Datový záznam

#### Historie
Roku 1963 zaměstnanec Polaroidu Pieter van Heerden přišel s myšlenkou využít metodu holografie k záznamu binárních dat. Svazek paprsků se rozdělil na objektový a referenční. Poté, co projde objektový svazek maticí tmavých a čirých pixelů, představujících jednotlivé datové bity, interferuje s referenčním svazkem uvnitř destičky citlivé na světlo. Data uložená ve výsledné matrici se získají díky osvětlení referenčním svazkem pod stejným
úhlem, pod jakým záznam vznikal. Vyšší hustoty dat uložených na jednom nosiči je možné dosáhnout jak změnou frekvence, tak i úhlu referenčního
svazku paprsků. Největší vývoj holografických pamětí proběhl během posledních deseti let 20. století díky americkým konsorciím, která sdružovala univerzitní týmy. Ač přílišná technologická náročnost a rychlý vývoj magnetických nosičů donutily konsorcium ukončit masivní financování, některé společnosti pokračují s vývojem dodnes a řešení holografického uchovávání dat od InPhase je na prahu komerčního využití.

#### Technologie
Na rozdíl od běžných optických nosičů (CD, DVD, Blu-ray) holografický záznam dat umožňuje trojrozměrný zápis do objemu datové vrstvy média, která v současnosti sestává z krystalů fotopolymerů. Tento materiál však nedovoluje přepis, a proto není možné opravit chyby zápisu, kterým
se společnostem, jež vyvíjejí tuto technologii, prozatím nedaří předcházet. V budoucnu by holografická média mohla nabídnout vysokou
rychlost čtení/zápisu, velkou kapacitu a rychlé vyhledávání, založené na asociativním určení přesné adresy dat, díky kterému by se na rozdíl od konvenčních datových médií nemusely položky jednotlivě procházet.

### Komerční využití
V podobě hologramu vystupovali např. Whitney Houston, Michael Jackson, Roy Orbison, Buddy Holly nebo Maria Callas.